# Mount Toondina (krater)
Mount Toondina – krater uderzeniowy w Australii Południowej. Skały krateru są widoczne na powierzchni ziemi.
Cały krater miał pierwotnie średnicę 4 km, powstał nie dawniej niż 110 milionów lat temu (kreda wczesna) w skałach osadowych, dolnokredowych łupkach.
Wzgórze Mt. Toondina tworzą osady trawertynowe, pokrywające wyniesienie centralne krateru. Jest ono stosunkowo dobrze zachowane; skały w centrum struktury zostały wyniesione do 200 m wzwyż i zdeformowane przez przepływ materii ku środkowi. Pierwotnie sądzono, że kolista struktura, wznosząca się ponad płaski, pustynny obszar basenu Eromanga jest diapirem solnym. Późniejsze badania, w tym pomiar anomalii siły ciężkości wykazały, że jest to zerodowana pozostałość krateru uderzeniowego.